# فهرست وابسته‌های دیپلماتیک کرواسی

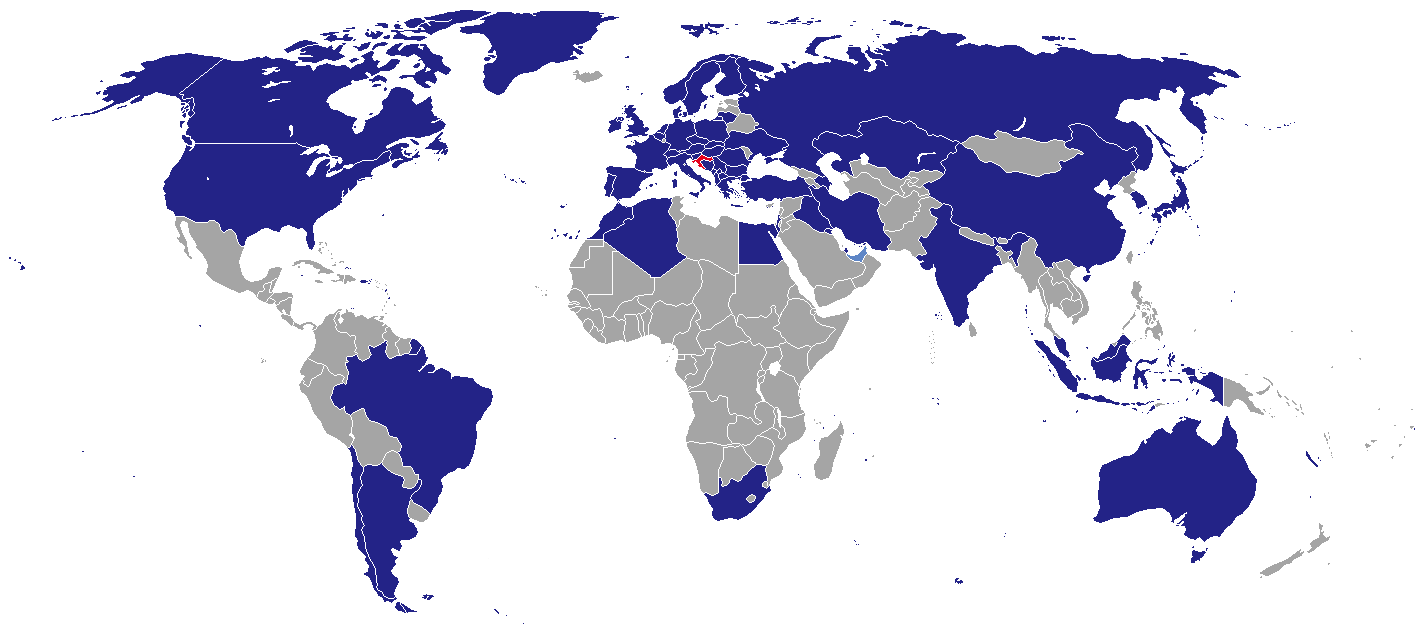
میزبانی ماموریت‌های دیپلماتیک کرواسی

فهرست سفارت‌های کرواسی ، فهرستی از مراکز سفارتخانه و کنسولگری کشور کرواسی در سراسر جهان است. کرواسی یک کشور اروپایی واقع در چهارراه مرکزی اروپا، جنوب شرقی اروپا و کناره دریای مدیترانه است.

## آفریقا

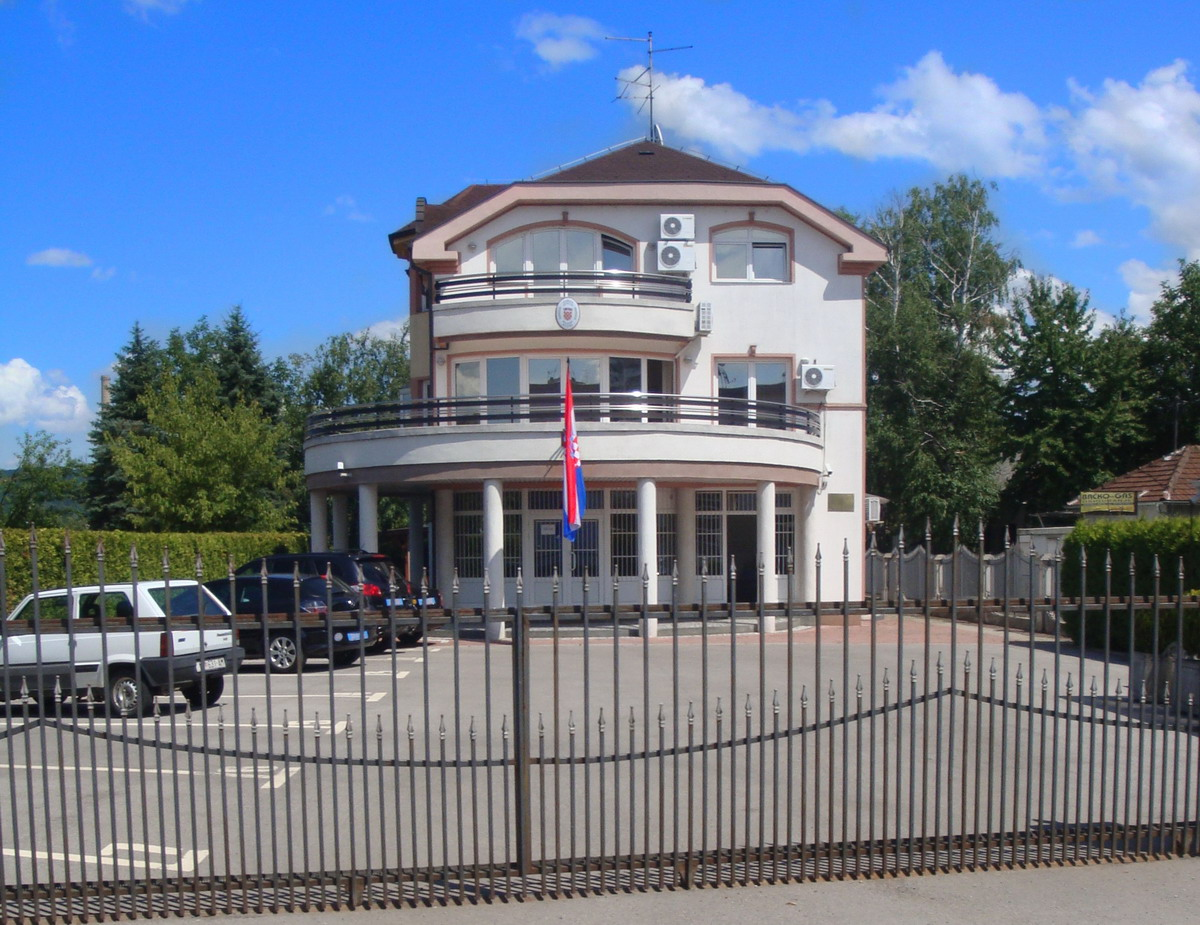
سرکنسولگری کرواسی در بانیا لوکا

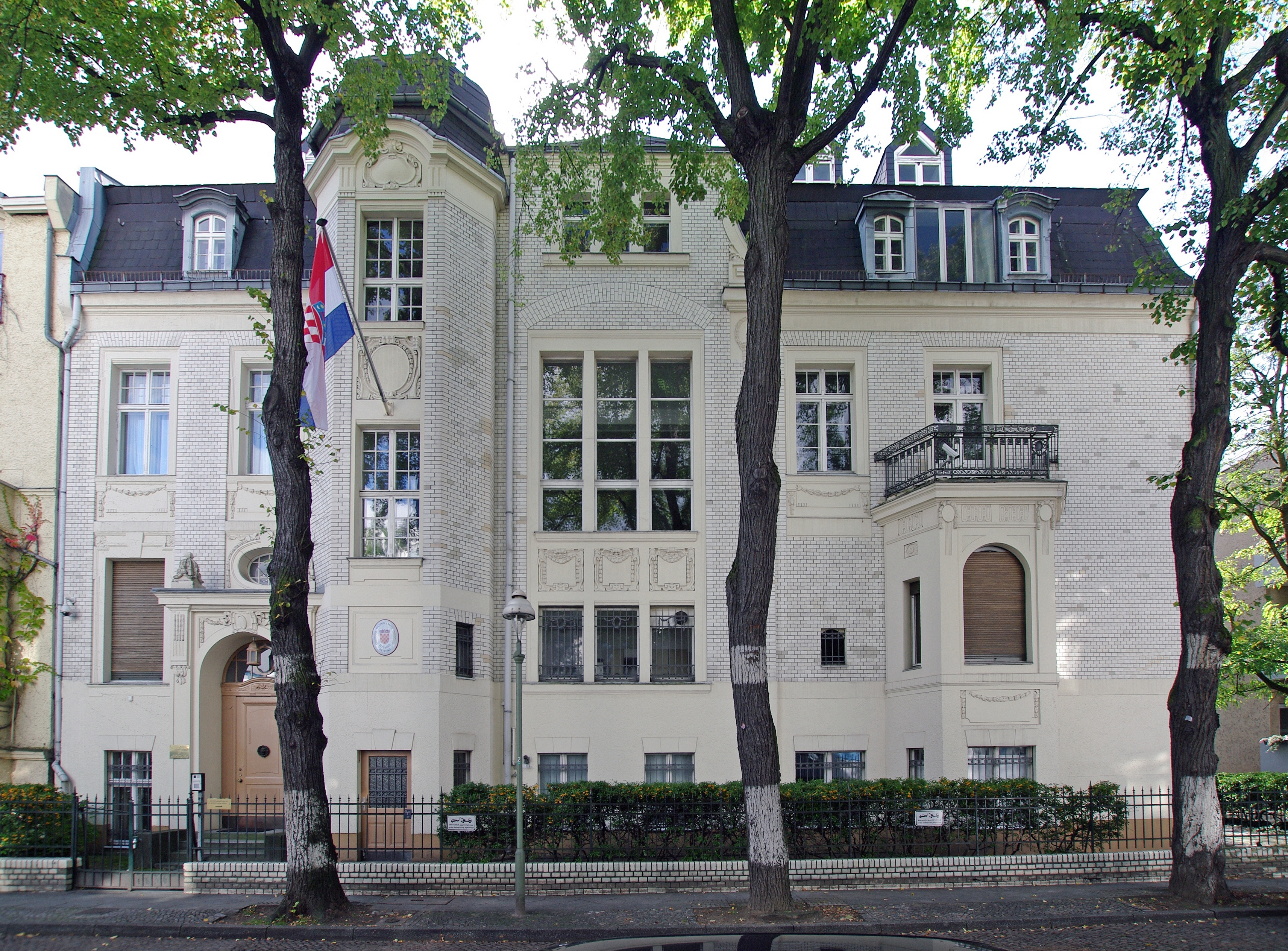
سفارت کرواسی در برلین

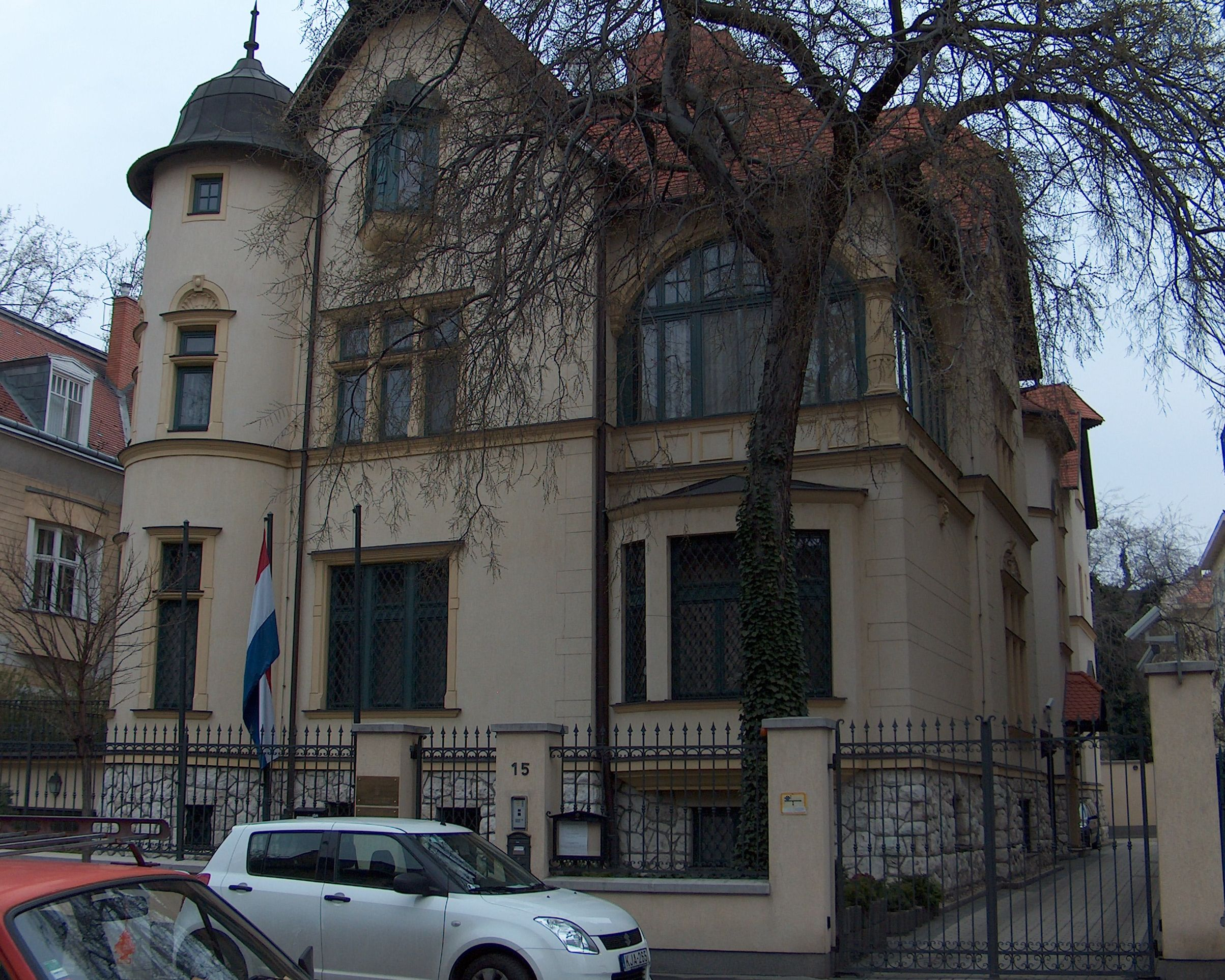
سفارت کرواسی در بوداپست

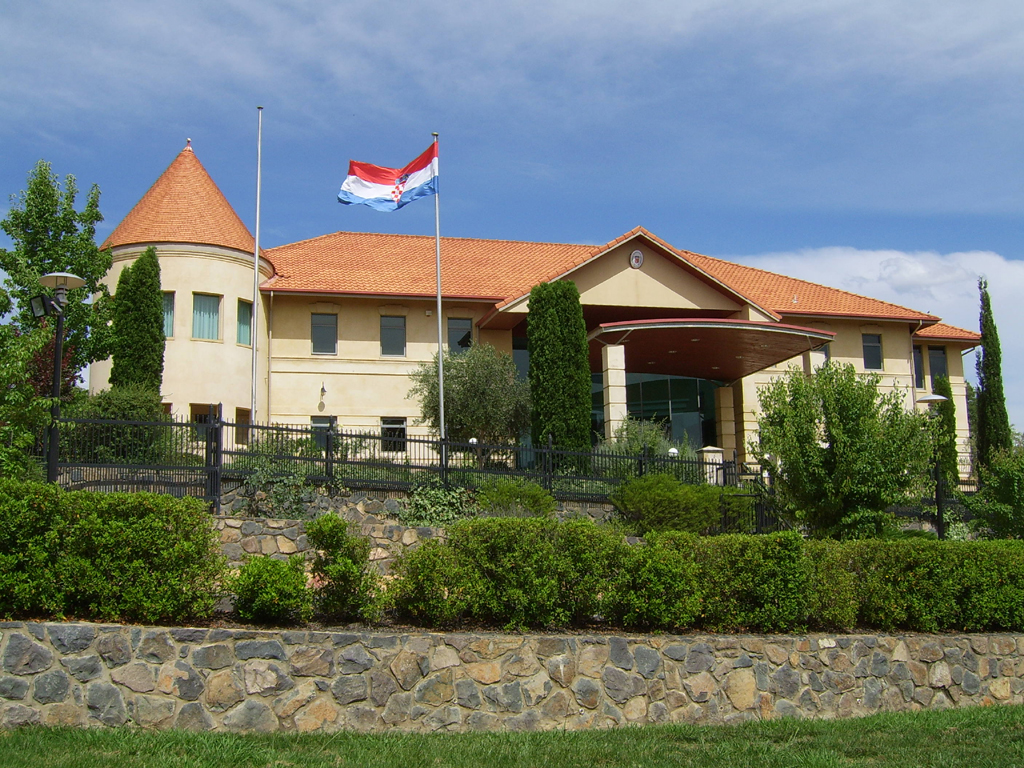
سفارت کرواسی در کانبرا

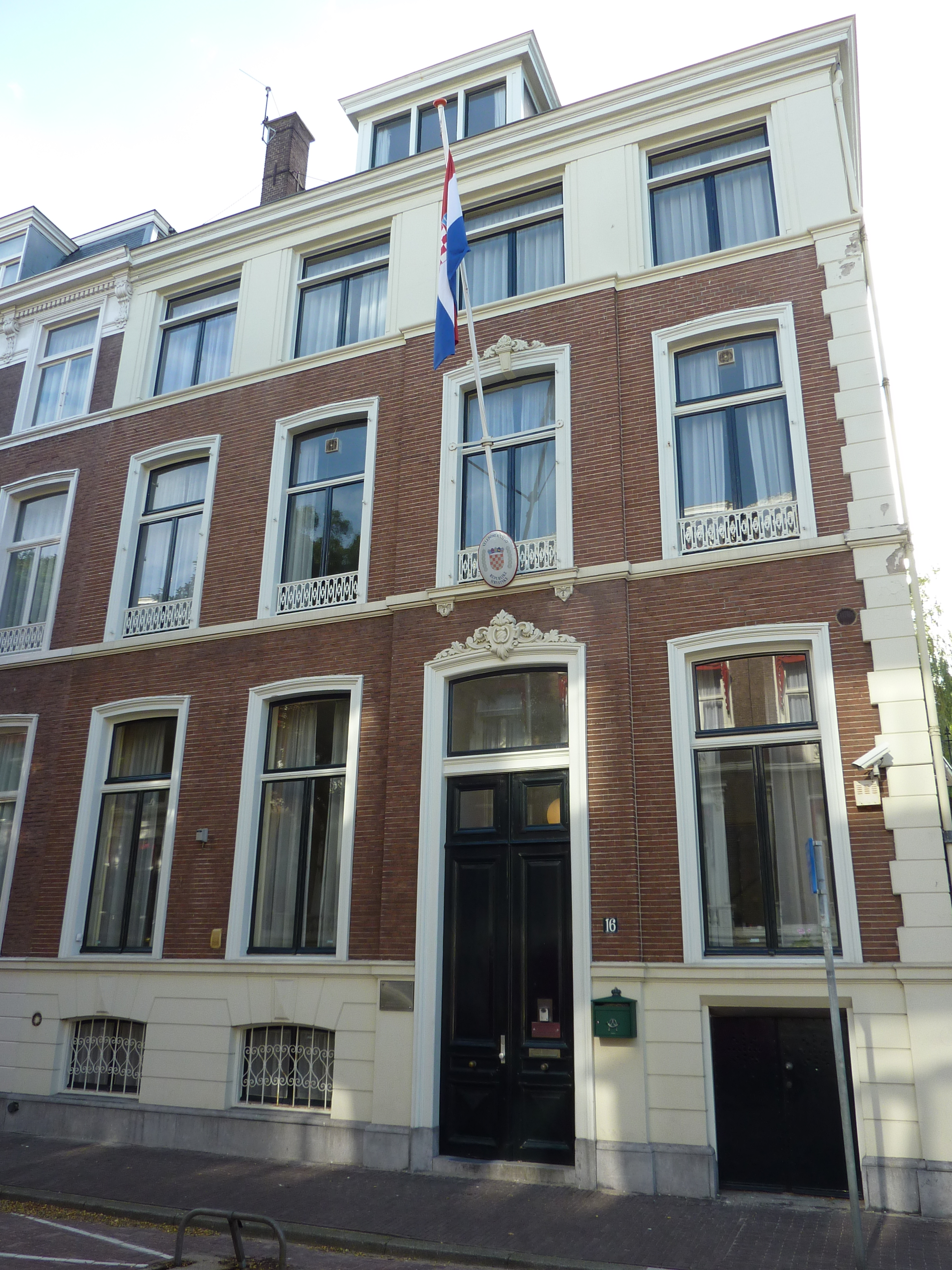
سفارت کرواسی در لاهه

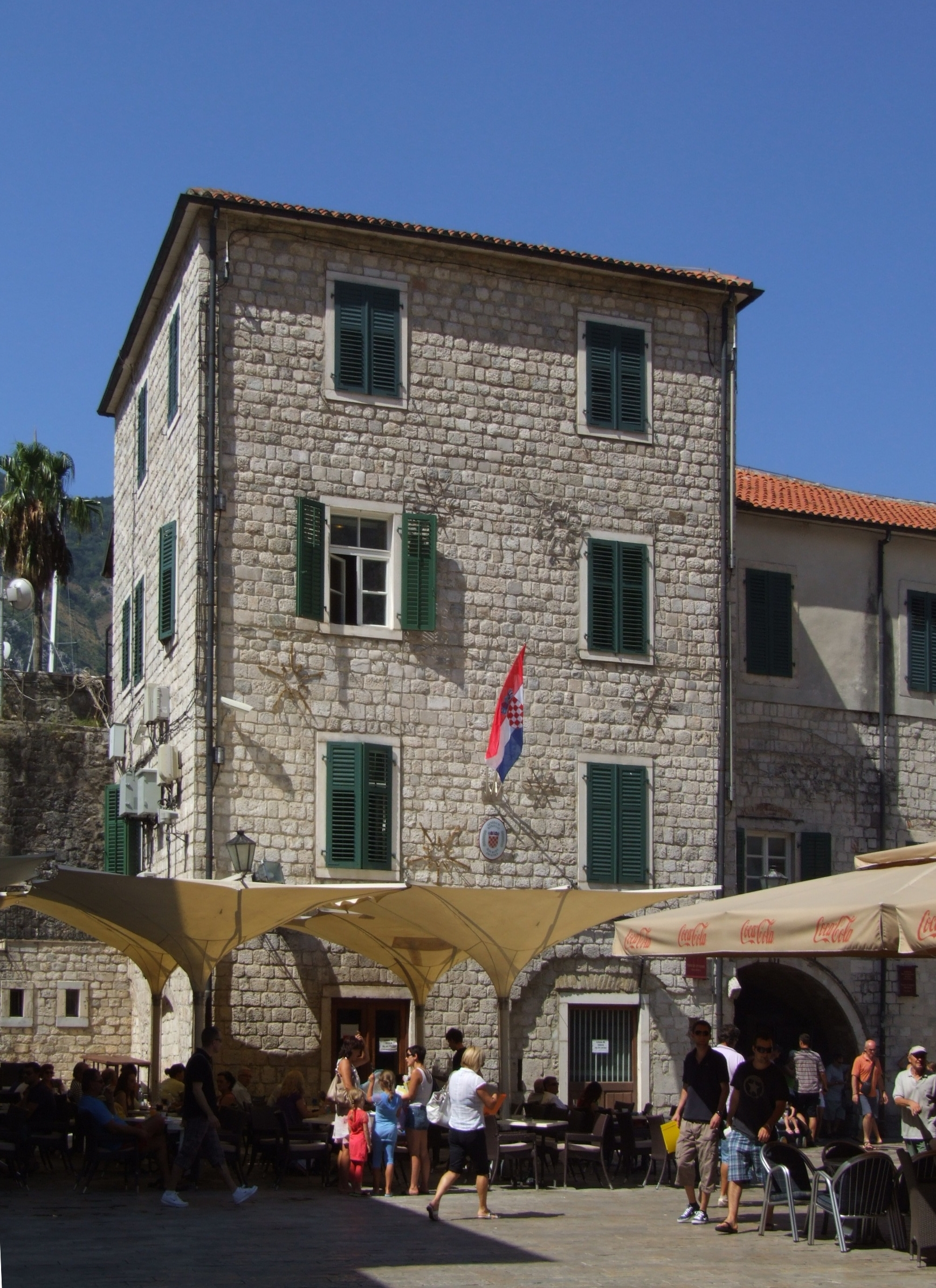
سرکنسولگری کرواسی در خطور

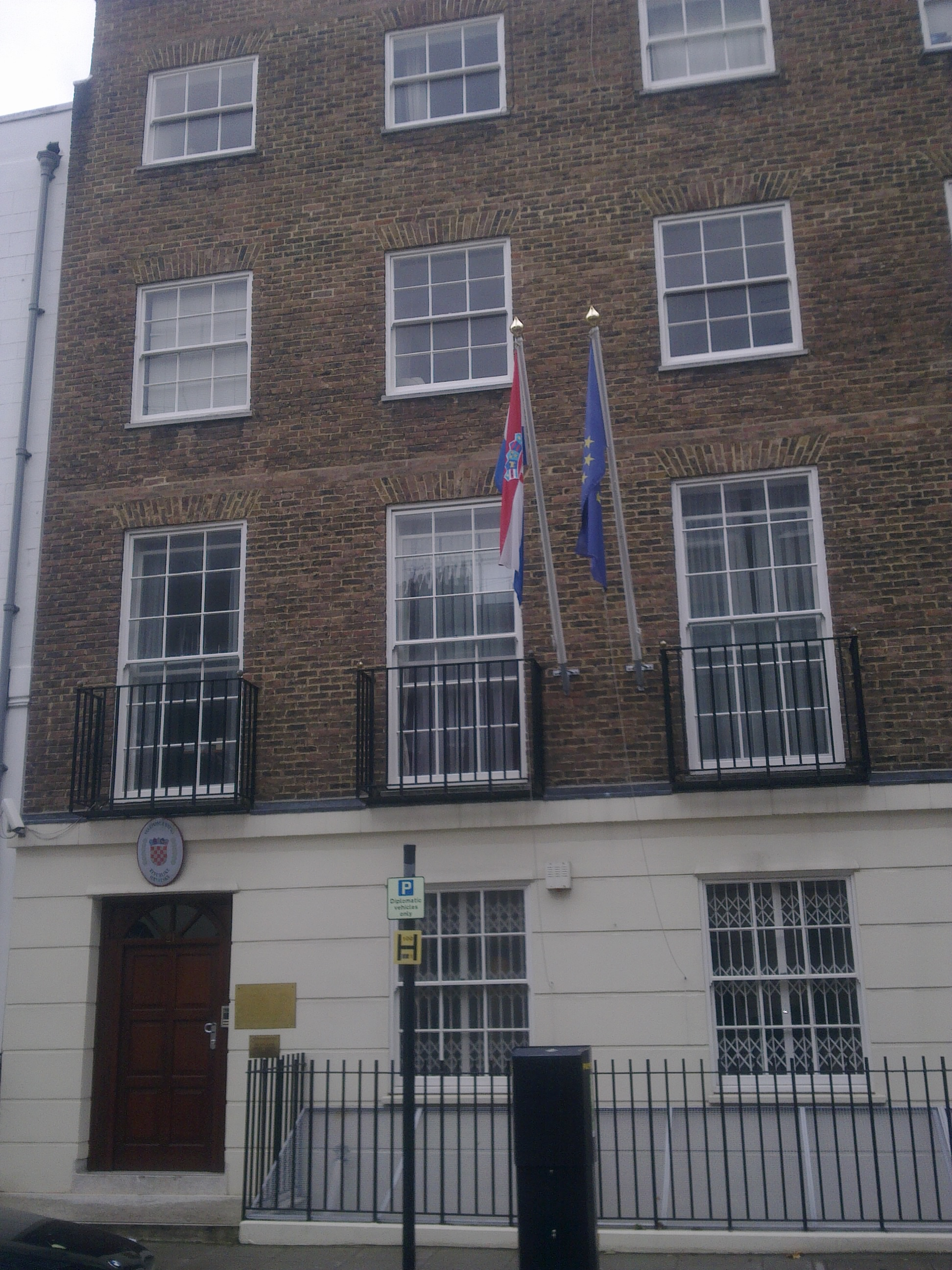
سفارت کرواسی در لندن

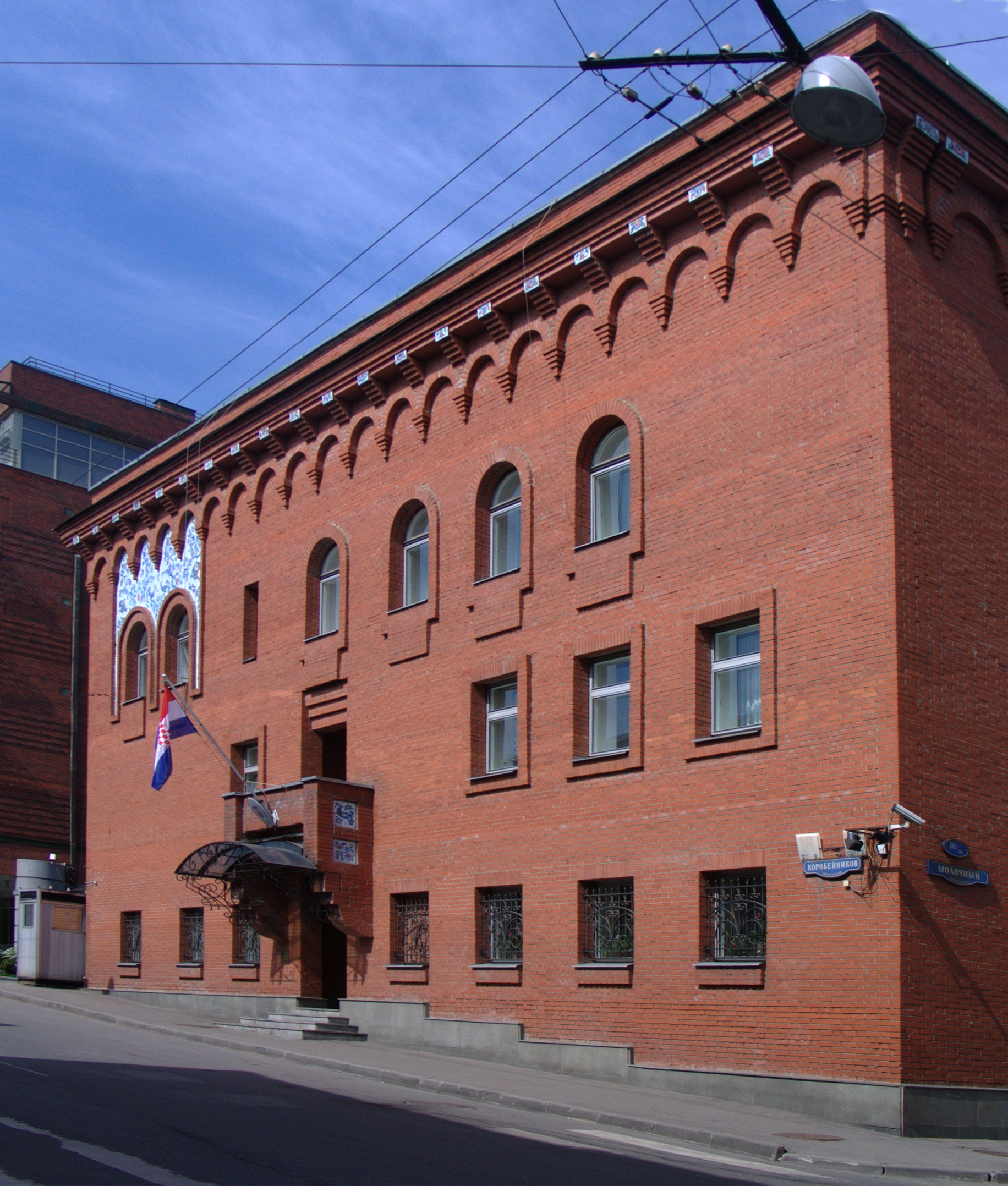
سفارت کرواسی در مسکو

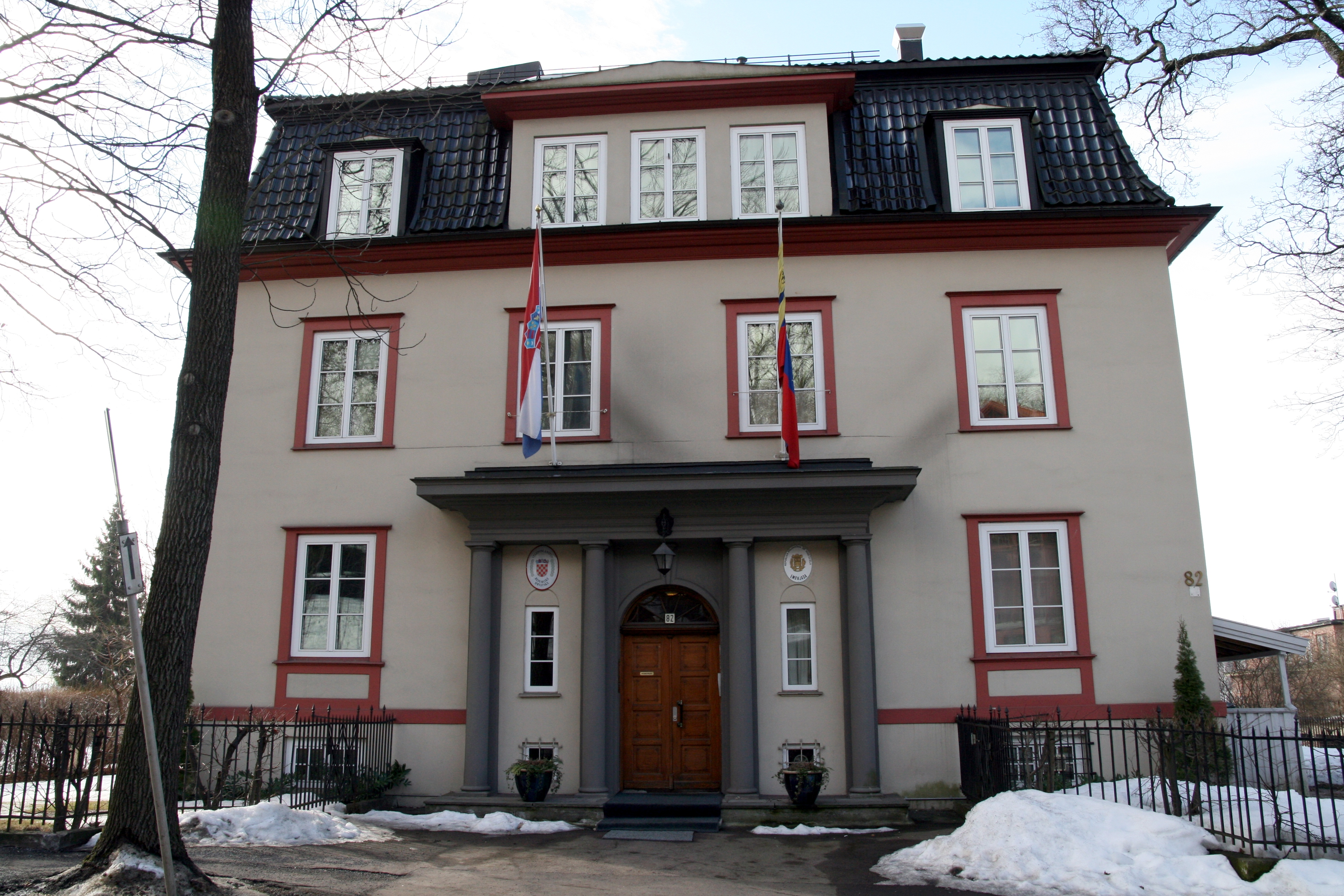
سفارت کرواسی در اسلو

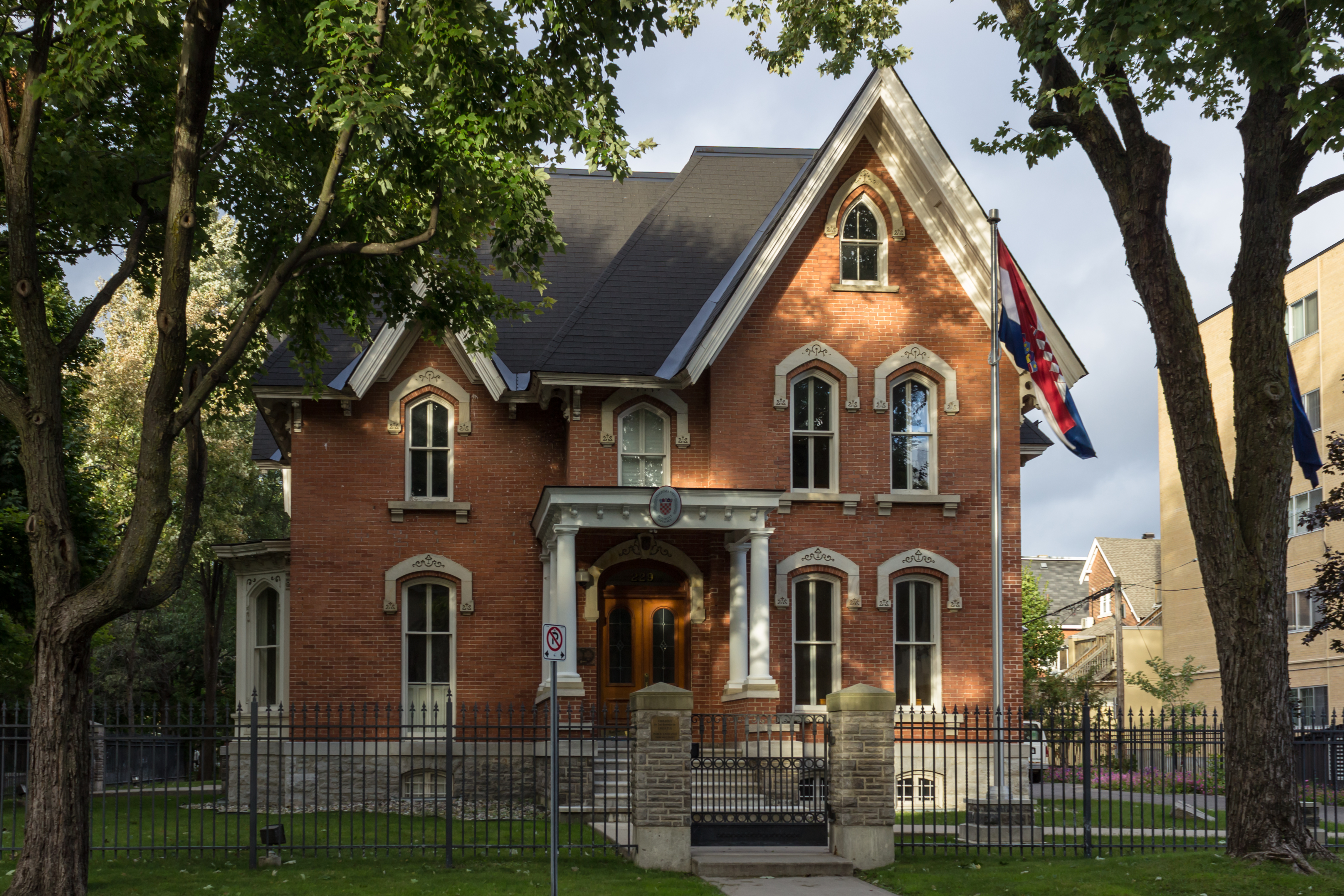
سفارت کرواسی در اتاوا

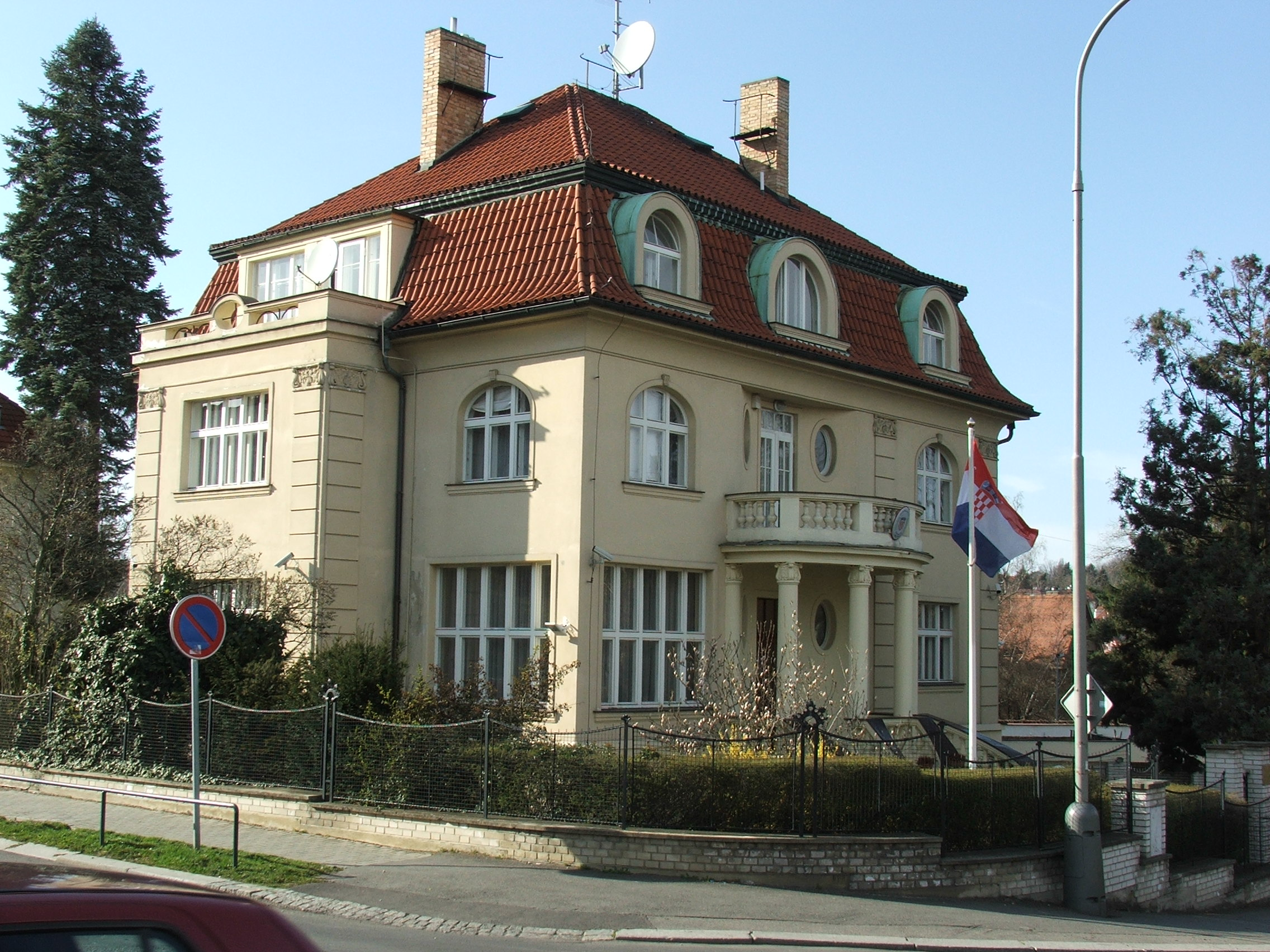
سفارت کرواسی در پراگ

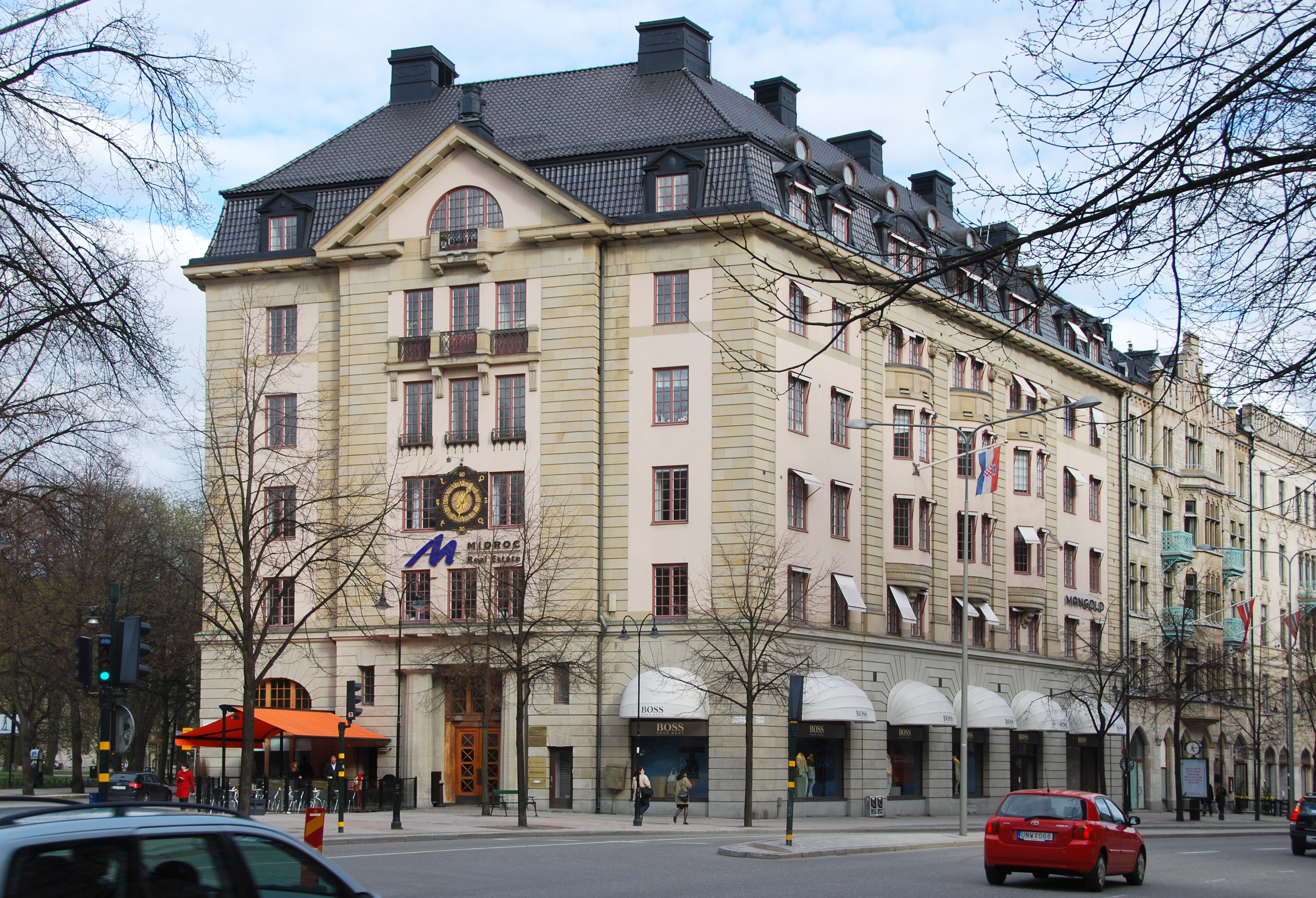
سفارت کرواسی در استکهلم

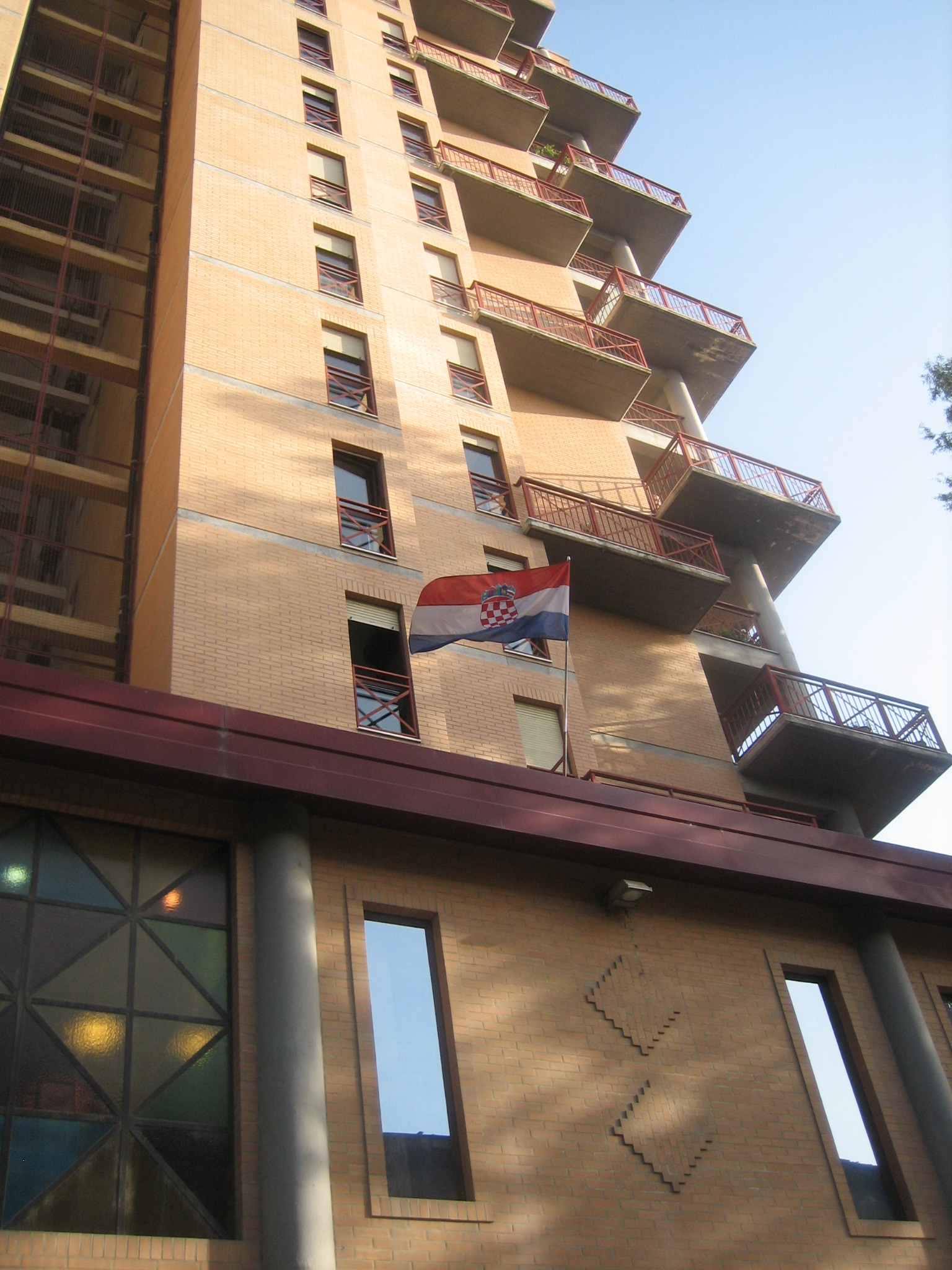
سفارت کرواسی در تیرانا

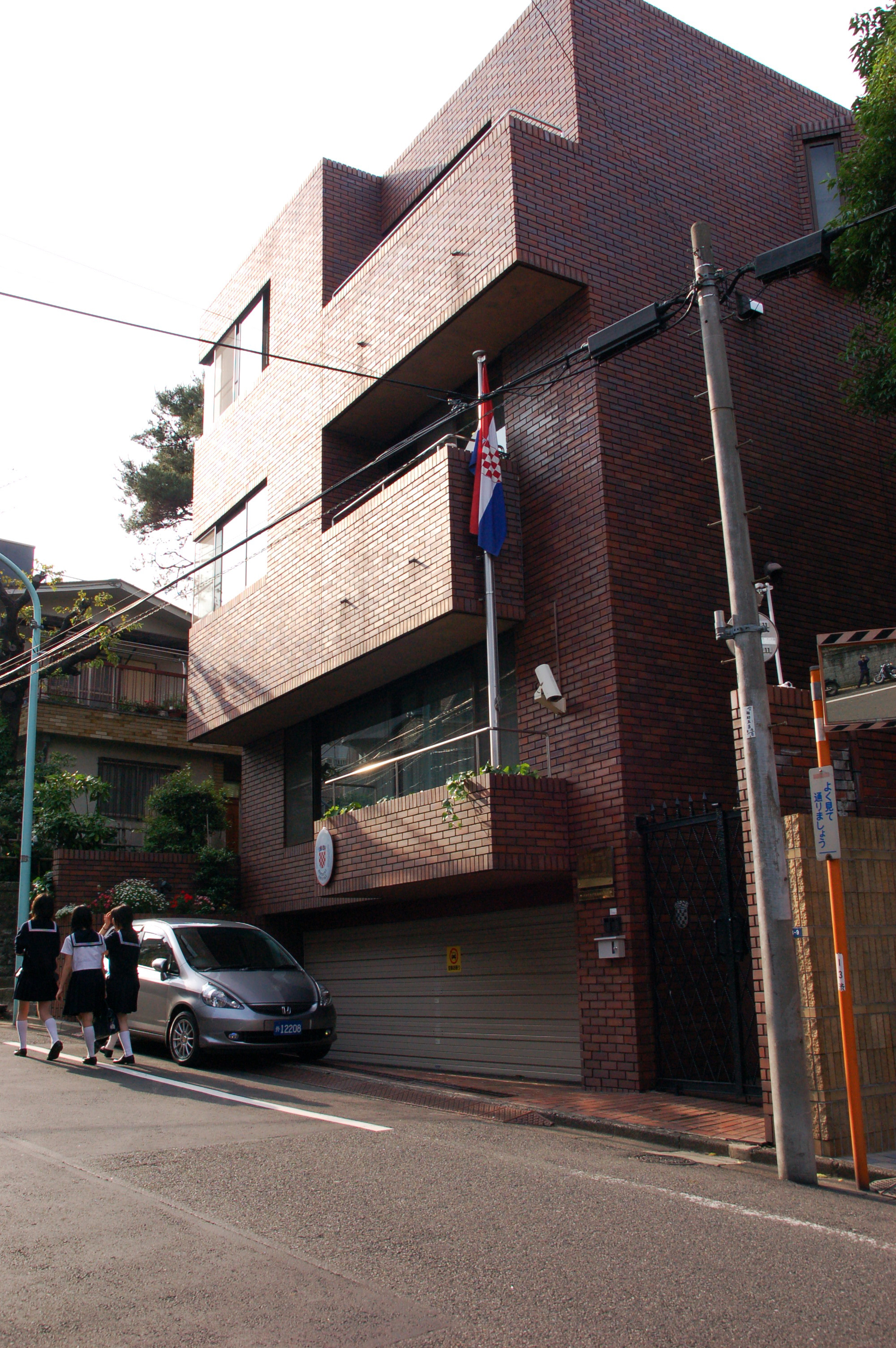
سفارت کرواسی در توکیو

سفارت کرواسی در وین

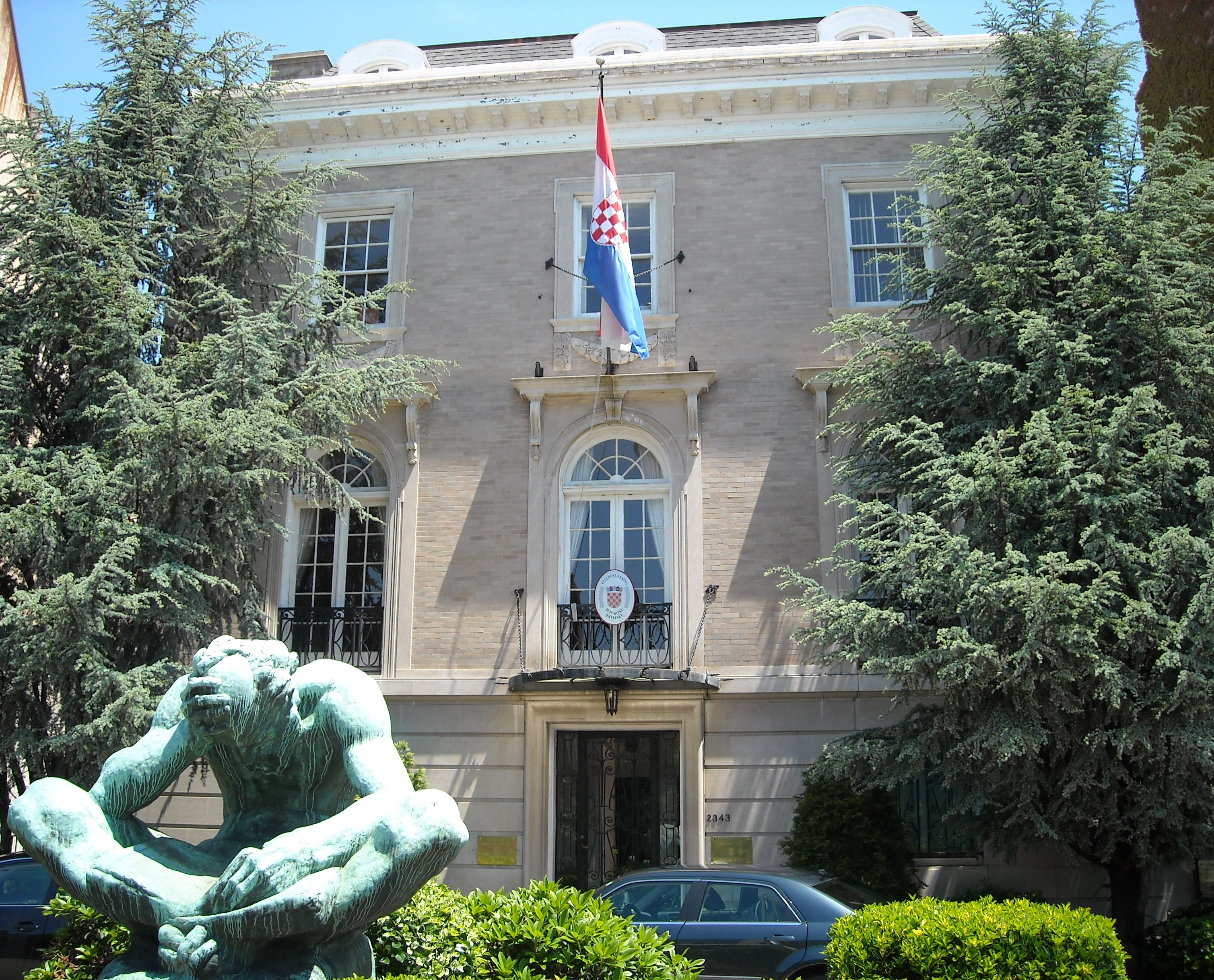
سفارت کرواسی در واشینگتن دی سی

- الجزایر
  - الجزیره (سفارت)
- مصر
  - قاهره (سفارت)
- لیبی
  - طرابلس (سفارت)
- مراکش
  - رباط (سفارت)
- آفریقای جنوبی
  - پرتوریا (سفارت)

## آمریکا
- آرژانتین
  - بوئنوس آیرس (سفارت)
- برزیل
  - برازیلیا (سفارت)
- کانادا
  - اتاوا (سفارت)
  - میسیساگا (کنسولگری–عمومی)
- شیلی
  - سانتیاگو (سفارت)
- ایالات متحده آمریکا
  - واشینگتن (سفارت)
  - شیکاگو (کنسولگری–عمومی)
  - لس آنجلس (کنسولگری–عمومی)
  - نیویورک (کنسولگری–عمومی)

## آسیا
- جمهوری آذربایجان
  - باکو (سفارت)
- چین
  - پکن (سفارت)
- هند
  - دهلی نو (سفارت)
- اندونزی
  - جاکارتا (سفارت)
- ایران
  - تهران (سفارت)
- اسرائیل
  - تل آویو (سفارت)
- ژاپن
  - توکیو (سفارت)
- مالزی
  - کوالالامپور (سفارت)
- قطر
  - دوحه (سفارت)
- ترکیه
  - آنکارا (سفارت)
  - استانبول (سرکنسولگری)

## اروپا
- آلبانی
  - تیرانا (سفارت)
- اتریش
  - وین (سفارت)
- بلژیک
  - بروکسل (سفارت)
- بوسنی و هرزگوین
  - سارایوو (سفارت)
  - بانیا لوکا (سرکنسولگری)
  - موستار (سرکنسولگری)
  - توزلا (سرکنسولگری)
- بلغارستان
  - صوفیه (سفارت)
- جمهوری چک
  - پراک (سفارت)
- دانمارک
  - کپنهاگ (سفارت)
- فنلاند
  - هلسینکی (سفارت)
- فرانسه
  - پاریس (سفارت)
- آلمان
  - برلین (سفارت)
  - دوسلدورف (سرکنسولگری)
  - فرانکفورت (سرکنسولگری)
  - هامبورگ (سرکنسولگری)
  - مونیخ (سرکنسولگری)
  - اشتوتگارت (سرکنسولگری)
- یونان
  - آتن (سفارت)
  - سالونیک (کنسولگری)
- سریر مقدس
  - واتیکان (سفارت)
- مجارستان
  - بوداپست (سفارت)
  - پچ (سرکنسولگری)
  - نادکانیژا (کنسولگری)
- جمهوری ایرلند
  - دوبلین (سفارت)
- ایتالیا
  - رم (سفارت)
  - میلان (سرکنسولگری)
  - تریسته (سرکنسولگری)
- کوزوو
  - پریشتینا (سفارت)
- لیتوانی
  - ویلنیوس (سفارت)
- مقدونیه شمالی
  - اسکوپیه (سفارت)
  - بیتولا (کنسولگری)
- مونته‌نگرو
  - پودگوریتسا (سفارت)
  - کوتور (سرکنسولگری)
- هلند
  - لاهه (سفارت)
- نروژ
  - اسلو (سفارت)
- لهستان
  - ورشو (سفارت)
- پرتغال
  - لیسبون (سفارت)
- رومانی
  - بوخارست (سفارت)
  - رشیتسا (کنسولگری)
- روسیه
  - مسکو (سفارت)
- صربستان
  - بلگراد (سفارت)
  - سوبتیتسا (سرکنسولگری)
- اسلواکی
  - براتیسلاوا (سفارت)
- اسلوونی
  - لیوبلیانا (سفارت)
  - کپر (کنسولگری)
  - ماریبور (کنسولگری)
- اسپانیا
  - مادرید (سفارت)
- سوئد
  - استکهلم (سفارت)
- سوئیس
  - برن (سفارت)
  - زوریخ (سرکنسولگری)
- اوکراین
  - کی یف (سفارت)
- بریتانیا
  - لندن (سفارت)

## اقیانوسیه
- استرالیا
  - کانبرا (سفارت)
  - ملبورن (سرکنسولگری)
  - پرت (سرکنسولگری)
  - سیدنی (سرکنسولگری)

## سازمان‌های چندجانبه
- بروکسل (مأموریت دائم به اتحادیه اروپا و ناتو)
- ژنو (مأموریت دائمی به سازمان ملل متحد و دیگر سازمان‌های بین‌المللی)
- شهر نیویورک (مأموریت دائمی به سازمان ملل متحد)
- پاریس (مأموریت دائم به یونسکو)
- استراسبورگ (مأموریت دائمی به شورای اروپا)
- وین (مأموریت دائمی به سازمان امنیت و همکاری اروپا و سازمان ملل متحد)